# Subatlantique
 (février 2013).
Améliorez-le ou discutez des points à vérifier. 
 (février 2013).
Si vous disposez d'ouvrages ou d'articles de référence ou si vous connaissez des sites web de qualité traitant du thème abordé ici, merci de compléter l'article en donnant les références utiles à sa vérifiabilité et en les liant à la section « Notes et références ».
Sur l'échelle des temps géologiques, le Subatlantique est le dernier étage géologique de l'Holocène. Succédant au Subboréal, il s'étend depuis environ -850 (tant que la proposition de création de l'Anthropocène n'est pas retenue).
Ses températures moyennes sont un peu plus basses qu'aux étages précédents (Subboréal et Atlantique). Pendant sa durée, les températures subissaient plusieurs oscillations qui directement influençaient la faune et la flore, mais plutôt indirectement aussi l'évolution de la société humaine. Avec l'accélération de l'industrialisation durant les deux derniers siècles, les variations climatologiques naturelles furent superposées par une augmentation considérable des émissions des gaz à effet de serre.

## Histoire et stratigraphie
La notion Subatlantique (c.-à-d. sous l'Atlantique) fut introduite en 1889 par Rutger Sernander  pour la différencier de l'Atlantique, établi en 1876 par Axel Blytt. Le Subatlantique suit le Subboréal antécédent. Selon Franz Firbas (1949) et T. Litt et al. (2001), il contient les palynozones IX et X,, ou selon Fritz Theodor Overbeck les palynozones XI et XII.
En climatostratigraphie, le Subatlantique est souvent divisé en deux : Subatlantique inférieur, correspondant à la palynozone IX (ou XI), et Subatlantique supérieur, correspondant à la palynozone X (ou XII).
En Allemagne de l'est, Dietrich Franke a établi quatre étages pour le Subatlantique :
- Subatlantique récent : 1800 ap. J.-C. à aujourd'hui : Époque moderne
- Subatlantique supérieur : 1250 ap. J.-C. à 1800 ap. J.-C. : Moyen Âge central
- Subatlantique moyen : 500 ap. J.-C. à 1250 ap. J.-C. : Invasions barbares et migrations des Slaves
- Subatlantique inférieur : 500 av. J.-C. à 500 ap. J.-C. : Âge du fer pré-romain, Rome antique et invasions barbares.

## Chronozones (1982)
(années « calibrées BP »)
- Préboréal : 12080 à 10187 BP
- Boréal : 10187 à 8332 BP
- Atlantique : 8332 à 5166 BP
- Subboréal : 5166 à 2791 BP
- Subatlantique : de 2791 BP à l'Holocène

## Subdivisions (2018)
L'Holocène a été subdivisé par la Commission internationale de stratigraphie en trois étages :
- le Greenlandien, s'étendant de 11700 à 8200 années ;
- le Northgrippien, s'étendant de 8200 à 4200 années ;
- le Meghalayen, s'étendant de 4200 années au temps présent.

## Chronologie
Le début du Subatlantique inférieur est souvent placé à 2400 années civiles avant notre époque, ce qui correspond à 450 av. J.-C. Cette limite inférieure n'est point rigide. Quelques auteurs préfèrent fixer le début du Subatlantique à 2500 années radiocarbones, qui équivaut 625 av. J.-C..
Selon Franz Firbas, la transition du Subboréal (palynozone VIII) au Subatlantique inférieur (palynozone IX) est caractérisée par le retrait du noisetier et du tilleul dans l'analyse des pollens et l'épanouissement simultané du charme favorisé par l'interaction humaine. Ce retrait n'était pas synchronisé. Par exemple, dans la vallée de l'Oder, il date de 930 à 830 av. J.-C., par contre au sud-ouest de la Pologne (Basse-Silésie), il se situe dans l'intervalle allant de 1170 à 1160 av. J.-C..
Le début du Subatlantique supérieur vers 1250 ap. J.-C. coïncide avec l'expansion de la population au Moyen Âge ; il est souligné par l'augmentation du pollen des pins et des plantes associées à l'agriculture. En Basse-Silésie, il fut daté entre 1050 et 1270 ap. J.-C.. Si ce début est attribué à l'apparition du hêtre (première augmentation des pollens du hêtre), il doit être avancé à l'époque carolingienne (autour de 700 AP. J.-C.).

## Évolution climatique

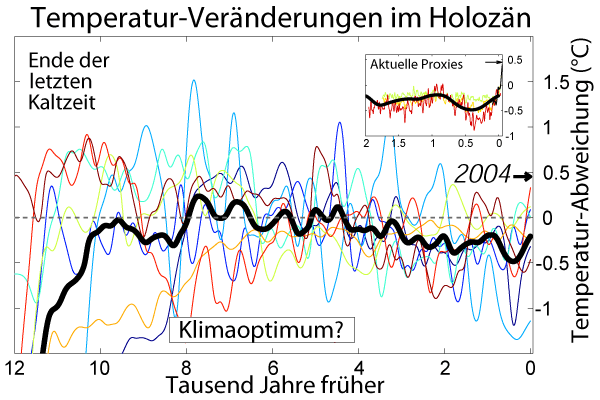
L'évolution de la température à l'Holocène.

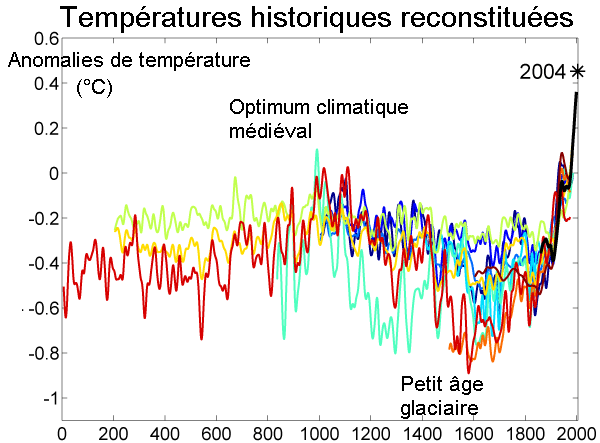
Reconstruction des températures globales des derniers 2000 ans.

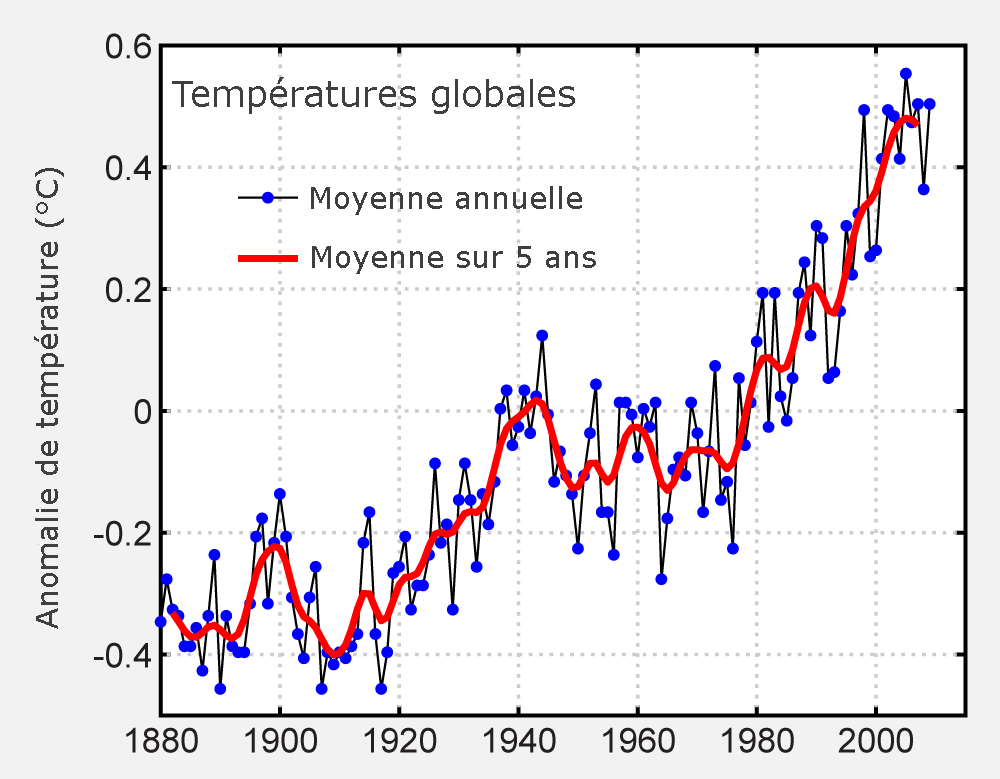
Hausse des températures moyennes depuis 1910.

Au Subatlantique, les températures estivales sont en général 1,0 °C plus fraîches qu'au Subboréal, et les températures moyennes de 0,7 °C. Simultanément, les précipitations sont plus élevées (jusqu'à 50 %) ; le climat tend donc vers des conditions plus fraîches et plus humides. En Scandinavie, la limite inférieure des glaciers descendait de 100 à 200 mètres.
Le Subatlantique débuta au milieu du Ier millénaire av. J.-C. avec la Période chaude romaine qui dura jusqu'à l'entrée du IVe siècle, ce qui coïncide avec l'antiquité classique. Cette période chaude se distingue par un maximum de températures centré autour de 2500 ans avant notre époque . En Europe les températures hivernales étaient 0,6 °C plus chaudes qu'à la fin du Subatlantique, mais toujours 0,3 °C moins élevées qu'au Subboréal précédent. Pour cette époque les carottages prélevés de la calotte glaciaire du Groenland démontrent une nette augmentation des températures en comparaison avec le Subboréal supérieur.
La période chaude est suivie par un faible refroidissement d'une durée relativement courte (la Période froide médiévale), à peu près synchronisée avec les invasions barbares. Le minimum se situe autour de 350 ap. J.-C. et se caractérise par une chute de 0,2 °C pour les températures moyennes et de 0,4 °C pour les températures hivernales. Les études interdisciplinairs montrent que les changements climatiques peuvent être corrélés avec les grands mouvements migratoires des peuples ou des évènements historiques comme le mini-âge glaciaire précédant la peste justinienne et décrit par Procope de Césarée,.
Après cette période froide le climat se réchauffa entre 800 et 1200 ap. J.-C. pour rattraper le niveau de la période chaude romaine. C'est l'Optimum climatique médiéval avec deux maxima autour de 850 et 1050 ap. J.-C. (les températures furent déterminées à partir des sédiments de l'Atlantique septentrional). En Scandinavie et en Russie cette nouvelle hausse de température poussa la limite supérieure des arbres à monter de 100 à 140 mètres et permit la colonisation de l'Islande et du Groenland par les Vikings. C'est aussi l'époque des croisades et l'essor de l'empire ottoman.
La fin de la période chaude médiévale est datée au commencement du XIVe siècle (avec des températures minimales autour de 1350 ap. J.-C.), concomitante avec les famines et la grande peste en Europe. Beaucoup de villages furent abandonnés et des champs tombèrent en friche. On estime qu'en Europe centrale la population diminuerait probablement de 50 %.
Après un réchauffement intérimaire autour l'année 1500 le refroidissement suivant occupa l'intervalle de 1550 à 1860 et localement il faisait plus froid qu'auparavant. C'est le Petit âge glaciaire ou Little Ice Age en anglais, qui força la limite de neige à descendre de 100 à 200 mètres sur l'hémisphère nord. Cette période était parsemée par plusieurs événements guerriers comme la Guerre de Trente Ans ou la Révolution française. La Renaissance y prit fin et passa à la période des Lumières, mais l'industrialisation y démarra également.
Le Petit Âge Glaciaire fut suivi par le Réchauffement actuel amplifié par les influences anthropiques (voir Révolution industrielle, effet de serre, réchauffement global). Il se caractérise par l'augmentation de la température entre 1910 et 1940 et le réchauffement rapide des 50 dernières années.

## Atmosphère

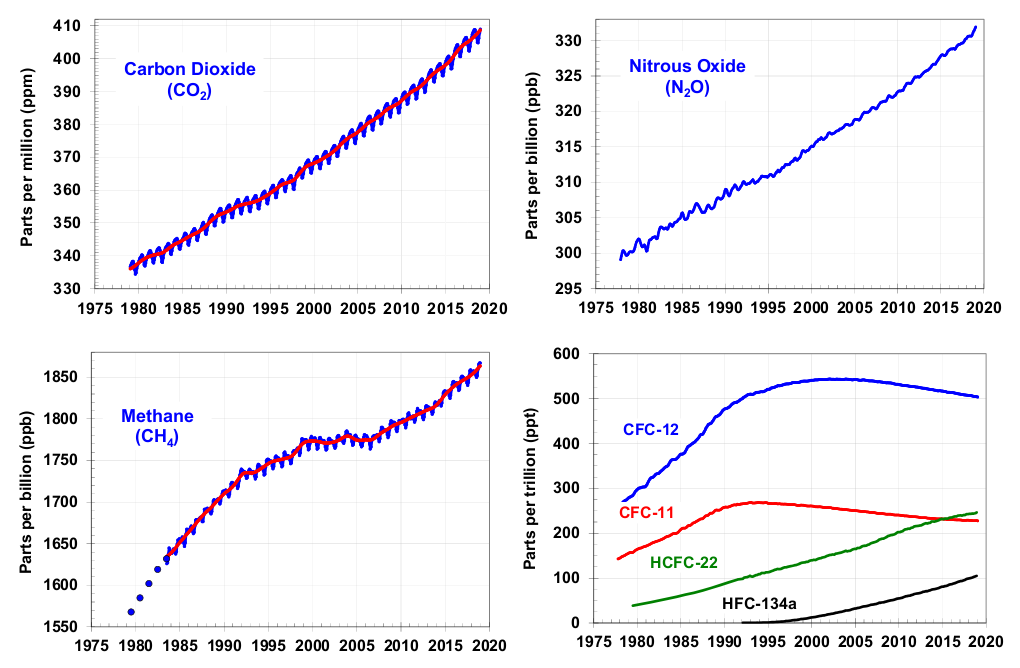
Évolution des gaz à effet de serre et des CFK.

Les analyses effectuées sur les carottes de glace venant de l'Antarctique et du Groenland montrent une évolution similaire pour les gaz atmosphériques à effet de serre. Après les valeurs basses pour l'Atlantique et le Subboréal les concentrations en dioxyde de carbone, protoxyde d'azote et méthane commencèrent à monter lentement pendant le Subatlantique. En parallèle avec la hausse de température cette augmentation prit drastiquement de l'ampleur à partir de 1800. Ensuite de 280 ppm la concentration en CO2 grimpa à la valeur actuelle de presque 400 ppm, le méthane de 700 à 1800 ppb et le N2O de 265 à 320 ppb. Un évènement similaire s'était déjà produit à l'entrée de l'Holocène mais nécessitant 5000 ans il était étalé sur une très longue durée. Les émissions anthropiques à effet de serre relâchées dans l'atmosphère à très court terme représenteraient sans doute une expérience unique. Dans ce contexte la libération de l'eau juvénile emmagasinée dans les carburants fossiles comme la houille, le lignite, le gaz et le pétrole est souvent négligée.

## Niveau de la mer

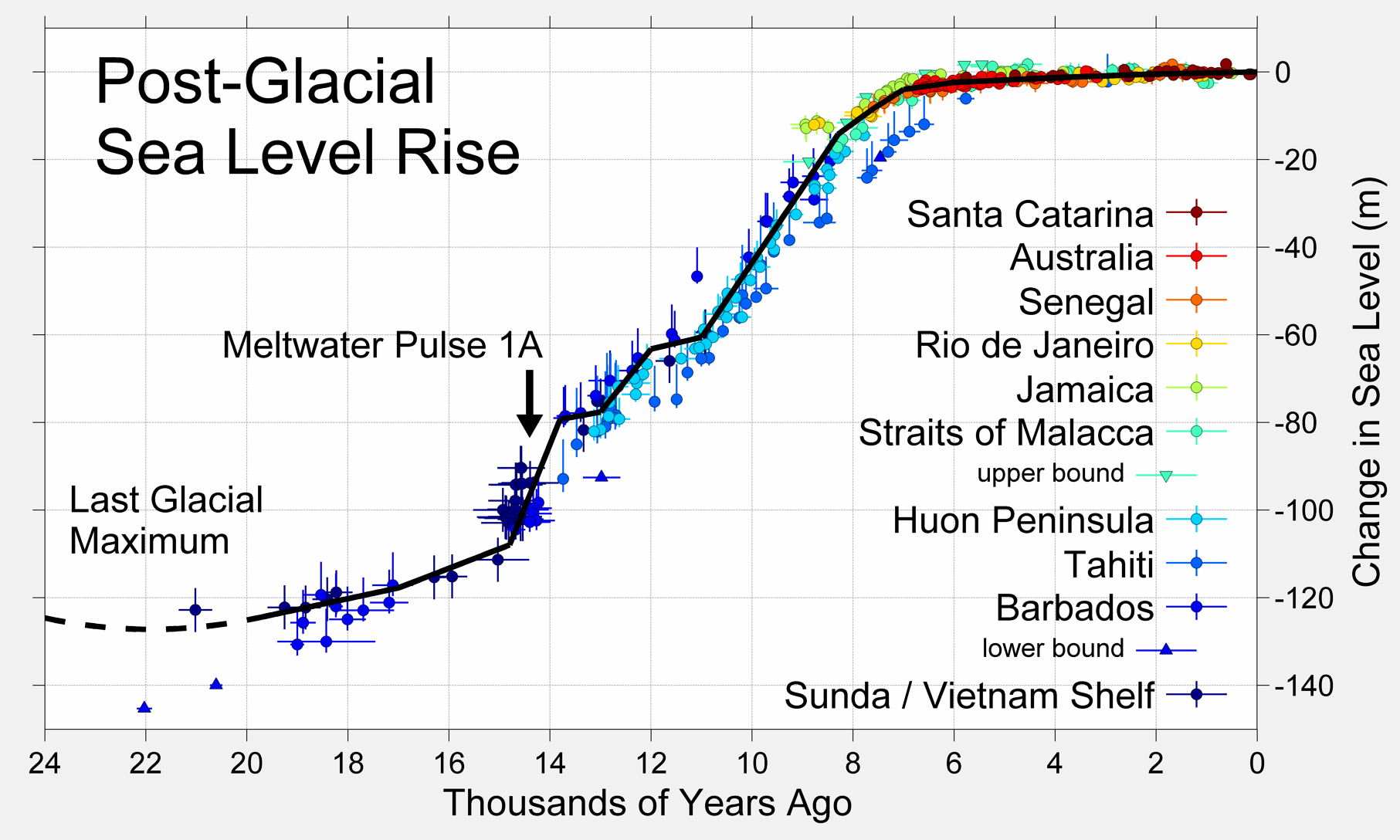
L'élévation postglaciale du niveau de la mer.

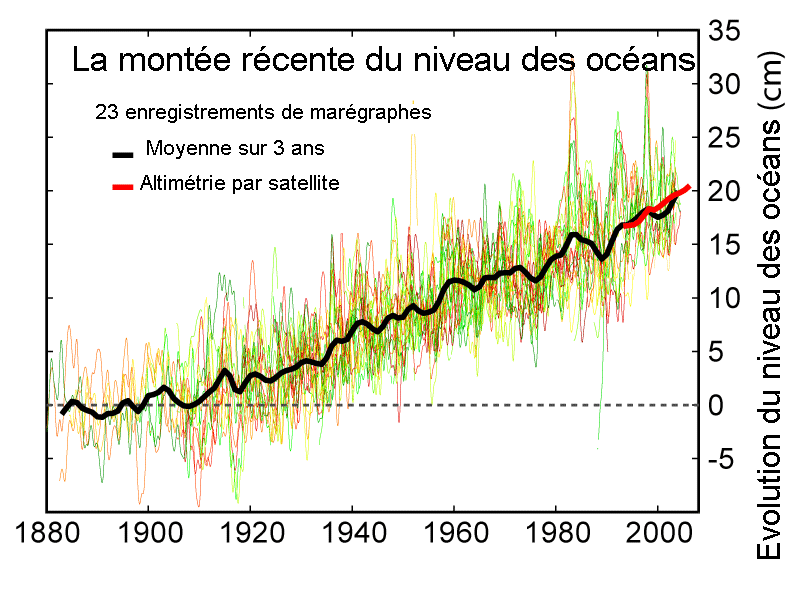
La hausse du niveau de la mer depuis 1900.

Pendant les 2500 ans du Subatlantique le niveau de la mer augmenta d'environ 1 mètre correspondant à un taux très bas de 0,4 millimètre par an. Depuis la fin du XIXe siècle la situation a changé drastiquement – pour la période entre 1880 et 2000 fut constatée une élévation de 22 centimètres avec un taux de 1,83 millimètre par an. Cette valeur fut encore dépassée durant les vingt dernières années, qui à elles seules enregistraient une hausse de 50 millimètres (mesures effectuées par satellite). Le taux récent est passé maintenant à 2,5 millimètres par an et est donc six fois plus important qu'au début du Subatlantique! 

### Évolution de la mer Baltique
Le niveau actuel de la mer Baltique fut déjà atteint au Subatlantique inférieur avec la troisième transgression Litorina qui augmenta d'environ 1 mètre. Ensuite le niveau oscilla autour de zéro. Avec la phase post-Litorina s'établit la mer Limnea. À cause d'un rehaussement isostatique des détroits danois (Petit Belt, Grand Belt et Öresund) sa salinité était moins importante que celle de la mer Litorina. C'est pourquoi le gastéropode Littorina littorea fut remplacé par Limnaea ovata, une espèce d'eau douce. Autour de l'an 700 ap J.-C. le niveau de la mer augmenta légèrement. Pourtant la salinité continua de baisser facilitant la prolifération des autres espèces d'eau douce. Ainsi vers 1600 la mer Limnea fut remplacée par la mer Mya (immigration de la bivalve Mya arenaria) et ensuite par la mer Baltique actuelle.

### Évolution de la mer du Nord
Le niveau de la mer du Nord, qui subit pendant le Subboréal une légère régression (ou stagnation), commença à remonter avec les Transgressions de Dunkerque au cours du Subatlantique jusqu'au niveau actuel.